# Jean-Paul Emonds-Alt
Jean-Paul Emonds-Alt est un designer, sculpteur, dessinateur et peintre belge né le 25 janvier 1928 à Etterbeek et mort le 13 août 2014 à l'âge de 86 ans.

## Biographie
Jean-Paul Emonds-Alt a étudié la sculpture à l'École nationale supérieure d'Architecture et des Arts décoratifs (La Cambre) à Bruxelles, dans l'atelier d'Oscar Jespers, dont il est ensuite devenu l'assistant.
Neuf mois de voyage à travers le Congo en 1957 ont marqué durablement son travail de sculpteur.  À la suite de ce séjour, il conçut une sculpture monumentale pour le pavillon du Syndicat Congo Mines à l'Exposition universelle de 1958 à Bruxelles, représentant un groupe de quatre femmes (visible désormais dans le hall d'un immeuble à l'angle de l'avenue Louise et de la rue Defacqz, à Bruxelles).
À partir de 1964 il se consacre essentiellement au design en s'intéressant aux problèmes de la forme des produits industriels et à l'environnement. Plusieurs fois primé pour ses réalisations, il est notamment l'auteur du « M » du métro de Bruxelles (1980).
En 1977, il recommence à dessiner et à sculpter après une interruption d'une douzaine d'années. Les techniques qu'il utilise en sculpture sont la taille directe (pierre bleue et blanche), le bronze (cire perdue et plâtre) et la terre cuite.
Il a été professeur de dessin et chef d'atelier dans la section de "Design" à La Cambre. Il a également enseigné le dessin à l'Académie de Boisfort près de Bruxelles.
Excellent dessinateur, il a entamé un cheminement de peintre dans les années 2000.

## Réalisations

Logo du métro de Bruxelles

### Logo du métro de Bruxelles
Comme il a été dit plus haut, Jean-Paul Emonds-Alt, qui se consacre essentiellement au design à partir de 1964, est l'auteur du « M » du métro de Bruxelles et du métro de Charleroi (1980).

### Vitraux de la collégiale Sainte-Gertrude de Nivelles
Jean-Paul Emonds-Alt a créé une partie des vitraux de la collégiale Sainte-Gertrude de Nivelles (Brabant wallon, Belgique), à savoir l'ensemble du chœur oriental, l'ensemble du chœur occidental, les chapelles tribunes et la chapelle des Dames. La nef et les bas-côtés ont été réalisés en collaboration avec Marthe Wéry.

### Figure couchéeouSibylle se repose

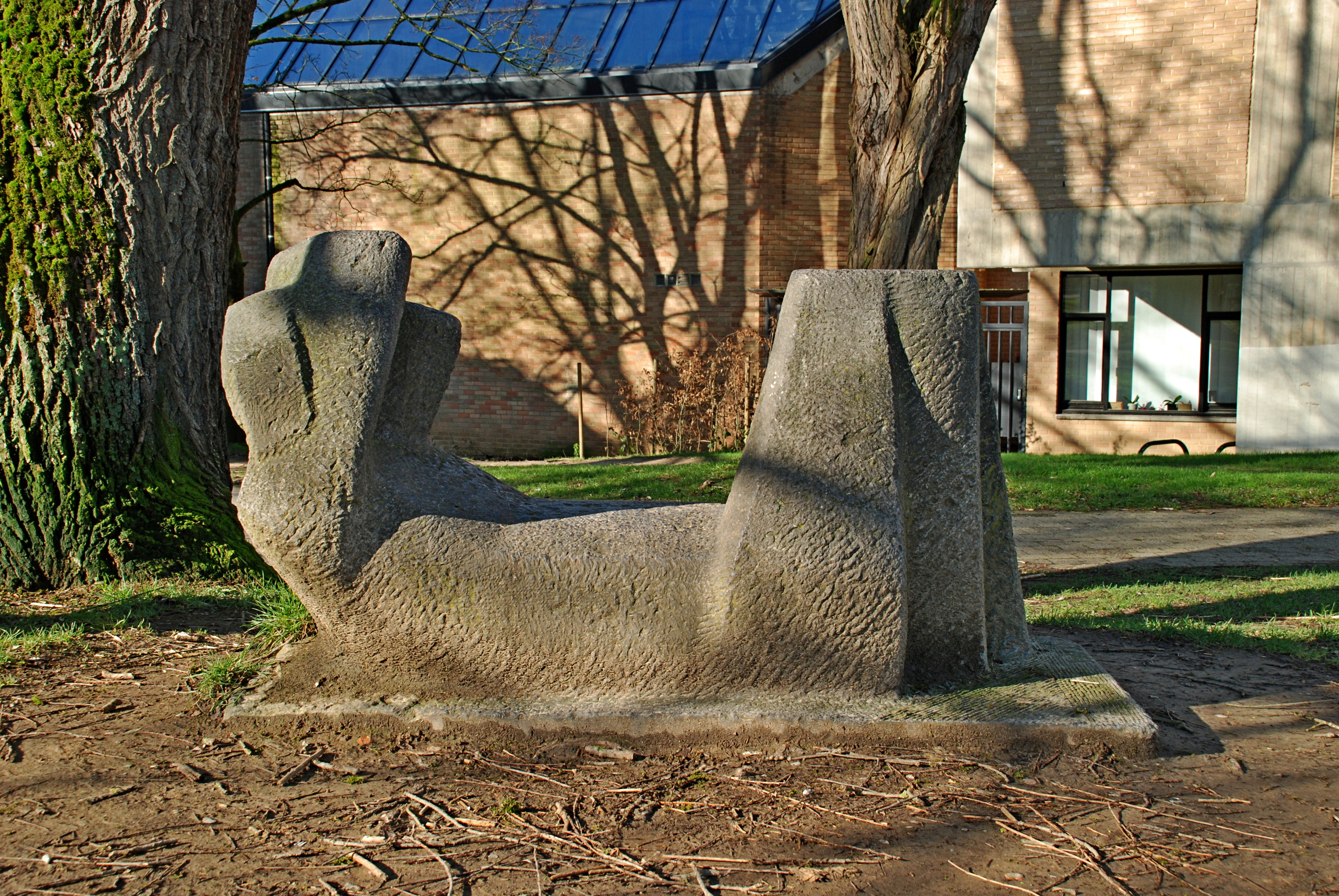
Sybille au repos (Louvain-la-Neuve).

Le long du chemin des Lorrains à Louvain-la-Neuve, à l'est de la place Montesquieu, la Figure couchée ou Sibylle se repose fait face à l'Atelier Théâtre Jean Vilar. Réalisée en pierre de Soignies par Jean-Paul Emonds-Alt en 1977, la sculpture a été mise en place à cet endroit en 1996,.
L'artiste raconte au sujet de cette statue : « En taillant cette pierre, elle me dit un jour "Arrête, tu vas me faire mal!". J'ai obéi et c'est tant mieux. Comme quoi la pierre parle. Quant à son nom, on m'a rapporté que, quelques jours après sa mise en place à Louvain-la-Neuve, quelqu'un avait placé un petit mot écrit disant "Sibylle se repose". J'ai trouvé cela charmant ».

### Hommage au père Kolbe

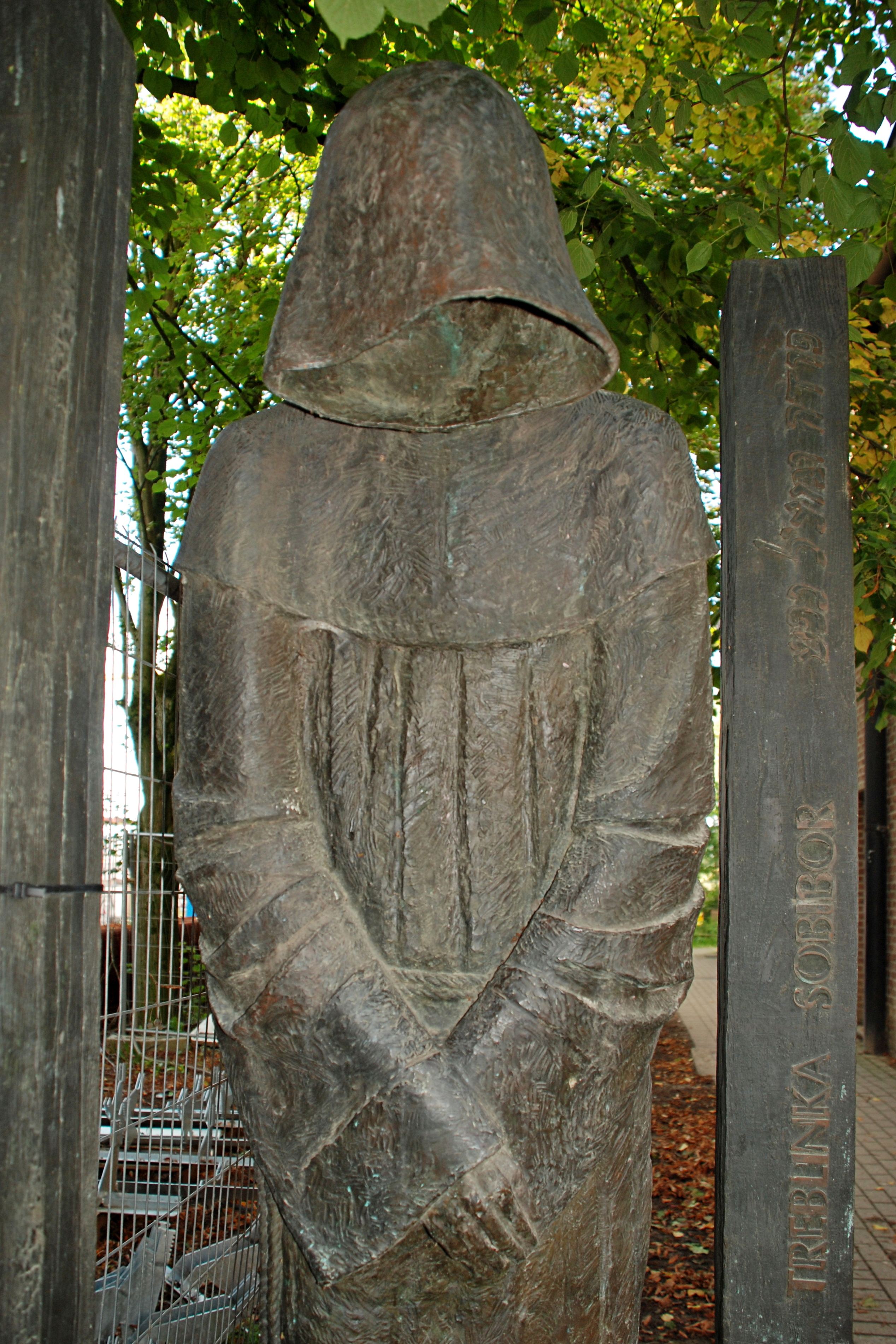
Hommage au père Kolbe (Louvain-la-Neuve, 2005).

En 2005, il réalise une sculpture intitulée Hommage au père Kolbe pour l'Université catholique de Louvain.
La statue se dresse sur le parvis, face à l'église Saint-François d'Assise à Louvain-la-Neuve. Cet hommage prend la forme d'une sculpture en bronze haute de 2,1 m, dressée sur un socle de pierre et entourée de deux colonnes en bronze.
Ce monument rend hommage au moine franciscain polonais Maximilien Kolbe mort à Auschwitz en 1941 après avoir volontairement pris la place d'un père de famille condamné à mort.
L'œuvre a été réalisée en 2005 par Jean-Paul Emonds-Alt à la demande expresse du donateur Julien Lambert. Lors de l'inauguration de l'œuvre, l'artiste explique : « Évoquer le sacrifice du père Kolbe nous rappelle à ces souffrances indicibles subies par d'innombrables hommes et femmes, victimes de la folie humaine. Mon père et mon frère, tués en juin 1944 dans un camp voisin, ont compté parmi celles-ci ».